# 마스이 겐
마스이 겐(일본어: 倍井 謙, 2001년 4월 4일~)는 일본의 축구 선수이다.

## 구단 경력
그는 2023년 J1리그의 나고야 그램퍼스에 입단했다. 2024년에 J리그컵 우승을 차지했다. 2025년 J2리그의 주빌로 이와타로 이적했다.